# 罗克明 (1920年)
罗克明（1920年2月—1998年12月），男，原名羅時興，广东东莞茶山寒溪水人，生于广州，中华人民共和国政治人物，曾任新华通讯社香港分社副社长，广东省人大常委会副主任。

## 生平
早年就讀於廣東省立一中（今廣雅中學）。1936年9月在廣州參加中國青年同盟。
1937年在延安抗日軍政大學、延安馬列學院學習。1938年2月加入中國共產黨。1940年任中共豫皖蘇邊區黨委黨校教育科長。1940年11月任中共安徽省懷遠縣委宣傳部部長。1942年初任中共江蘇省泗洪縣縣委書記、泗南县县委书记。
抗战胜利后歷任淮北區黨委組織部幹部科科長、華中分局組織部幹部科副科長、華東局土改工作團團長、廣西省南平縣委書記兼縣長。
1952年2月任中共廣東東江地委委員兼組織部長、華南分局辦公廳副主任、华南分局副秘書長，中東省委副秘書長，廣東省委財貿部代部長，肇慶地委第一書記。1960年因病離職治療，任廣東省第二屆省委委員。
1970年任廣東省革命委員會生產組辦公室副主任、广东省委財貿政治部副主任、广东省財貿戰線黨委副書記、廣東省委第二辦公室主任、廣東省委黨校第一副校長、廣東省第四屆省委委員、新華社香港分社副社長、廣東省第六屆人民代表大會常務委員會委員。1985年任廣東省人大常委會副主任。